# Île aux Oiseaux (Maurice)
Pour les articles homonymes, voir Île aux Oiseaux.
L'île aux Oiseaux est un îlot côtier situé à l'est de l'île principale de la république de Maurice. Il constitue l'un des parcs nationaux du pays.